# Emil Salomonsson
Karl Emil Salomonsson, född 28 april 1989 i Örkelljunga, Skåne län, är en svensk före detta fotbollsspelare (högerback) som spelade sin sista säsong i IFK Göteborg.

## Klubbkarriär
Emil Salomonsson startade sin karriär i Ekets GoIF och flyttade till Ängelholms FF 2004. Under säsongen 2006 i Superettan provspelade han för de tre allsvenska lagen IFK Göteborg, Helsingborgs IF och Halmstads BK. Han blev klar för Halmstads BK i april 2008. Dock lånades han direkt tillbaka till Ängelholms FF där han stannade säsongen ut.
Salomonsson gjorde allsvensk debut för Halmstad den 5 april 2010 mot AIK. Efter att tidigare spelat som yttermittfältare och anfallare flyttades han i Halmstad ner som högerback.
Inför hösten 2011 gick Salomonsson till IFK Göteborg. I januari 2019 skrev Salomonsson på ett ettårskontrakt med japanska Sanfrecce Hiroshima. Salomonsson ligadebuterade i J1 League den 23 februari 2019 i en 1–1-match mot Shimizu S-Pulse, där han gjorde sitt första mål. I januari 2020 lånades Salomonsson ut till Avispa Fukuoka. I januari 2021 blev det klart med en permanent övergång till Avispa Fukuoka för Salomonsson.
Efter ett par år i Japan blev Salomonsson den 10 december 2021 klar för en återkomst i IFK Göteborg, där han skrev på ett treårskontrakt.

## Landslagskarriär
Salomonsson debuterade för svenska U21-landslaget den 27 mars 2009, i en träningslandskamp mot Belgien. Han spelade i flera matcher under det misslyckade kvalet till U21-EM 2011.
Den 22 januari 2011 gjorde Salomonsson A-landslagsdebut i en träningslandskamp mot Sydafrika.